# Ор'єнте (провінція)

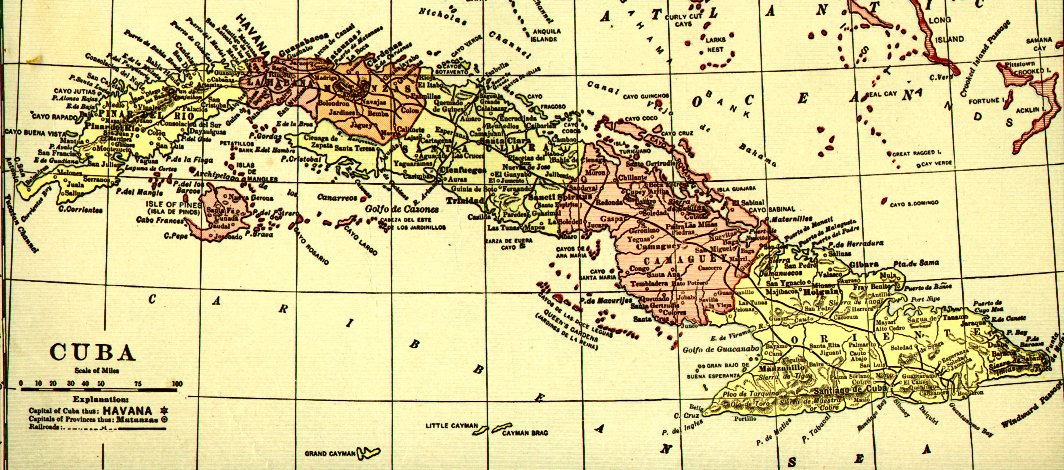
Карта Куби 1910—1920 рр. з зображеною на ній провінцією Орьєнте (праворуч)

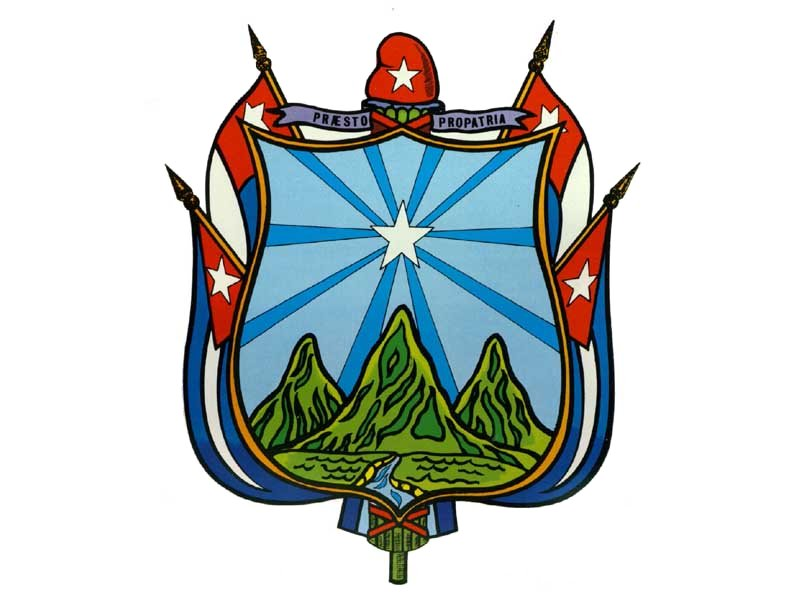
Герб провінції Орьєнте

Схі́дна прові́нція (ісп. Provincia de Oriente) — у 1905—1976 роках історична провінція Куби. Розташовувалася на східному краю острова. До 1905 року мала назву Сантьяго-де-Кубинської. 1976 року розділена на 5 нових провінцій:
- Лас-Тунаська провінція
- Гранмська провінція
- Ольгінська провінція
- Сантьяго-де-Кубинська провінція
- Гуантанамська провінція

Попри те, що поділ провінції відбувся досить давно, ця назва широко використовується досі.